# 树脂巨盾蛞蝓
树脂巨盾蛞蝓（学名：[Macrochlamys resinacea] 错误：{{Lang}}：文本有斜体标记（帮助））为拟阿勇蛞蝓科巨盾蛞蝓属的动物，是中国的特有物种。分布于云南、四川、湖北、新疆、长江流域一带等地，生活环境为陆地，多生活于山区谷地潮湿的灌木丛、草丛中、石块落叶下以及多腐殖质处。